# 鰹節削り器

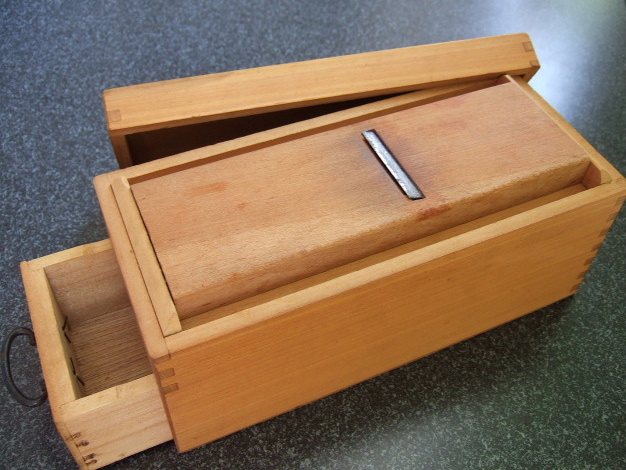
鰹節削り器

鰹節削り器（かつおぶしけずりき）は、鰹節を削るための道具。削り箱ともいう。

## 利用
鰹節削り器は硬い鰹節を削るための専用の道具で、本体が引き出しの付いた箱になっており、上面に鉋状の刃が付いている。上面の刃で鰹節を削ると本体の箱に削った鰹節が収まるようになっている。残った鰹節を保管するためにも用いられる。この形式のものは一般に鉋箱（かんなばこ）と呼ばれる。
1960年代までは日本の多くの一般家庭で使われていたが、削ってパック詰めにした鰹節が流通するようになったため一般家庭ではあまり見られなくなった。